# Edvin Loach
Edvin Loach är en by i civil parish Edvin Loach and Saltmarshe, i grevskapet Herefordshire, i England. Byn är belägen 4 km från Bromyard. Edvin Loach var en civil parish fram till 1986 när blev den en del av Edvin Loach & Saltmarshe. Civil parish hade 18 invånare år 1961. Byn nämndes i Domedagsboken (Domesday Book) år 1086, och kallades då Edevent.